# Stig Bruse
Stig Herman Bruse, född 18 oktober 1919 i Eskilstuna, död 1 september 2004 i Vimmerby, var en svensk militär (överste). 
Efter avslutad ingenjörsutbildning 1940 sökte sig Bruse till Flygvapnet, där han utnämndes till fänrik 1945. Han blev överste 1964 och utsågs till chef för Flygkadettskolan (F 20) åren 1964-1967. Åren 1967–1974 var Bruse chef för Svea flygkår (F 8) och 1976–1980 för Västmanlands flygflottilj (F 1). Han blev riddare av Svärdsorden 1961, kommendör av samma orden 1969 och kommendör av första klassen 1973.